# Аун Порн Монитрос
Аун Порн Монитрос (род. 1 октября 1965 года в Пномпене) — министр экономики и финансов Камбоджи. Он также является советником премьер-министра по экономическим вопросам, занимает эту должность с декабря 1998 года. До назначения министром работал в Министерстве экономики и финансов в ранге государственного секретаря.

## Биография
Аун родился в 1965 году в столице Камбоджи Пномпене. В 1984 году Аун поступил в Московский государственный университет, в 1993 году получил степень доктора наук. Также в 1991—1992 годах учился в Московской международной высшей школе бизнеса. Свободно владеет английским и русским языками.
С 1994 года он работал в Министерстве экономики и финансов Камбоджи. Первый опыт госслужащего он получил в сентябре 1993 года, будучи помощником премьер-министра Хуна Сена до февраля 1994 года. В декабре 1998 года он стал советником премьер-министра по экономическим вопросам в ранге статс-секретаря. 6 февраля 1999 года он был назначен Генеральным секретарём Министерства экономики и финансов. Он является членом Совета управляющих Королевской школы Администрации и Национального банка Камбоджи.
В 2013 году он был избран на смену уходящему министру финансов Киту Чхону и вступил в должность 24 сентября 2013 года. С сентября 2001 года Аун также является председателем высшего Национального экономического Совета.